# FC Písek
Football Club Písek w skrócie FC Písek – czeski klub piłkarski, grający w ČFL (III poziom rozgrywkowy), mający siedzibę w mieście Písek.

## Historyczne nazwy
- 1910 – SK Písek (Sportovní klub Písek)
- 1941 – ČASK Písek (Český atletický a sportovní klub Písek) - fuzja z ČAFK Písek
- 1949 – ZSJ ČSSZ Písek (Závodní sportovní jednotka ČSSZ Písek)
- 1951 – DSO Tatran ČSSZ Písek (Dobrovolná sportovní organizace Tatran ČSSZ Písek)
- 1956 – TJ Spartak Písek (Tělovýchovná jednota Spartak Písek) - fuzja z DSO Spartak Písek
- 1966 – TJ Jitex Písek (Tělovýchovná jednota Jihočeské textílie Písek)
- 1990 – VTJ Jitex Písek (Vojenská tělovýchovná jednota Jihočeské textílie Písek) - fuzja z VTJ Písek
- 1995 – FC Písek (Football Club Písek)

## Stadion
Domowe mecze klub rozgrywa na stadionie o nazwie Městský sportovní areál, położonym w mieście Písek. Stadion może pomieścić 1000 widzów.